# Баранек, Ян (футболист, 1970)
Ян Баранек (чеш. Jan Baránek; род. 1 июля 1970, Дольни-Бенешов, район Опава, Моравско-Силезский край, Чехословакия, или Угерске-Градиште, Злинский край, Чехословакия) — чешский футболист, полузащитник. Тренер.

## Карьера
С 16 лет — в системе клуба «Острой» (Опава). В 1988 году дебютировал в чешской национальной лиге — втором дивизионе Чехословакии. Через год перебрался в пражскую «Дуклу». В дальнейшем играл за «Витковице» (Острава) и «Петра» (Дрновице). В 1996 году вернулся в опавскую команду, которая стала носить название «Каучук». Затем у него был период игры за «Баник» (Острава), после чего он вновь перешёл в стан опавцев. Был одним из ведущих игроков команды из Опавы, её капитаном. Всего в высших лигах чемпионатов Чехословакии и Чехии провёл 339 матчей, забил 49 голов. В 1996 году сыграл за «Каучук» 4 матча и забил 1 гол в Кубке Интертото.
Завершил игровую карьеру в команде «Татран» из Якубчовице-над-Одрой (Моравско-Силезский край), там же начал работать тренером. В 2010 году возглавил молодёжную команду «Баника» (Острава). В мае 2013 года стал главным тренером «Опавы», проработал с командой около трёх лет, после чего тренировал команду регионального уровня «Хай-ве-Слезку» из одноимённого местечка Моравско-Силезского края, был ассистентом Йозефа Вебера в клубах «Млада-Болеслав», «Карвина», «Динамо» (Ческе-Будеёвице).
Двое сыновей — Ян и Алеш, а также брат Вит — также футболисты.